# Pollard, Daniel, Booth 2
Pollard, Daniel Booth 2 is een livealbum van de combinatie Brendan Pollard, Michael Daniel (Hashtronaut) en Phil Booth. Het bevat elektronische muziek en dan wel uit de Berlijnse School voor Elektronische Muziek. De heren speelden op het Hampshire Jam Festival op 31 oktober 2009 een vrij lange set. Ze werden bijgestaan door drie andere specialisten in de elektronische muziek. Lange tracks met sequencers waren het resultaat.

## Musici
- Brendan Pollard – modular synthesizers, mellotron, Fender Rhodes piano
- Michael Daniel – synthesizers, gitaar, glissgitaar, Fender Rhodes piano
- Phil Booth – synthesizer, SFX
- Jerome Ramsey – mellotron, synthesizers
- Ruud Heij – modular synthsizers, synthesizers
- Marcel Engels – modular synthesizers, synthesizers

## Tracklist
| Nr. | Titel                  | Duur  |
| --- | ---------------------- | ----- |
| 1.  | Hampshire 1            | 17:20 |
| 2.  | Hampshire 2            | 20:03 |
| 3.  | Hampshire 3            | 15:58 |
| 4.  | Hampshire 4 (encore 1) | 8:21  |
| 5.  | Hampshire 5 (encore 2) | 11:33 |